# Javier Garrigues Flórez
Javier Garrigues Flórez (París, 10 de diciembre de 1949) es un antiguo diplomático español.

## Biografía
Licenciado en Derecho, ingresó en 1977 en la carrera diplomática. 
Estuvo destinado en las representaciones diplomáticas españolas en el Reino Unido, la India y Misión Permanente de España ante las Naciones Unidas. Fue subdirector general de Asuntos Internacionales de Desarme, cónsul general en Sídney, director general para las Naciones Unidas, la Seguridad y el Desarme, y de Asuntos Políticos y para las Naciones Unidas. En 2000 fue nombrado secretario general de Asuntos Exteriores.
Ha sido embajador de España en Suecia (2002-2006); embajador representante permanente de España ante la Oficina de las Naciones Unidas y los Organismos Internacionales con sede en Ginebra (2008-2011); embajador en Irlanda (2011-2014); y cónsul general de España en Ámsterdam (2015).